# Jerzy Grotowski

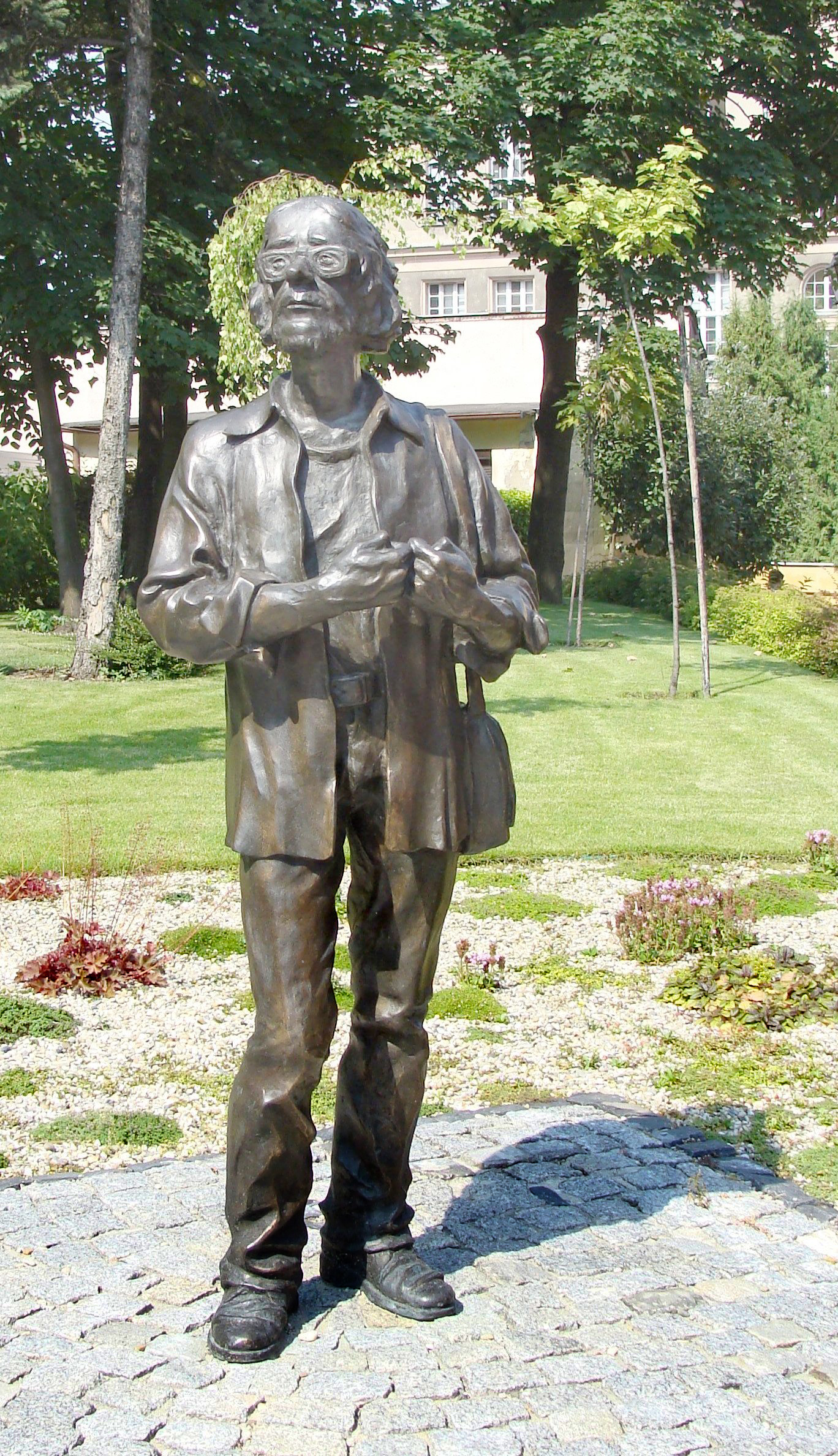
Pomnik Jerzego Grotowskiego w Opolu

Jerzy Marian Grotowski (ur. 11 sierpnia 1933 w Rzeszowie, zm. 14 stycznia 1999 w Pontederze) – polski reżyser teatralny, teoretyk teatru, pedagog. Jeden z największych reformatorów teatru XX wieku. Honorowy obywatel Opola i Wrocławia.

## Początki
Urodził się w Rzeszowie, rodzinie Mariana i Emilii z Kozłowskich, nauczycielki. Był młodszym bratem Kazimierza, profesora fizyki jądrowej na Uniwersytecie Jagiellońskim.
Najwcześniejszy okres dzieciństwa, jeszcze przed wybuchem wojny, Grotowski spędził wraz z rodzicami i bratem w Przemyślu. We wrześniu 1939 roku, po krótkotrwałej tułaczce trafił z matką i bratem do wsi Nienadówka; ojciec natomiast przez Węgry dotarł do Wielkiej Brytanii. Rodzice Grotowskiego nie spotkali się już nigdy więcej; także sam artysta nie ujrzał już ojca (utrzymywali kontakt listowny).
W 1955 Grotowski ukończył studia aktorskie w PWST w Krakowie, gdzie rozpoczęła się jego wieloletnia przyjaźń z Aliną Obidniak, po czym udał się na studia reżyserskie do moskiewskiego Państwowego Instytutu Sztuki Teatralnej (w skrócie GITIS), gdzie zetknął się ze stale tam rozwijaną metodą teatralną Stanisławskiego. Po powrocie do kraju podjął studia reżyserskie na swojej macierzystej uczelni. Jako reżyser Grotowski debiutował w 1957 roku w Starym Teatrze im. Heleny Modrzejewskiej w Krakowie, wystawiając Krzesła Eugène Ionesco.
Jerzy Grotowski był w latach 1949–1957 członkiem ZMP, ZMS – w latach 1957–1976. W 1955 roku wstąpił do PZPR, do której należał do jej rozwiązania. Był działaczem marksistowskiego i antystalinowskiego Rewolucyjnego Związku Młodzieży, założonego w 1956 roku.

## „Teatr przedstawień”
W końcu lat 50. Grotowski objął dyrekcję Teatru 13 Rzędów w Opolu, który wkrótce przemianował na Teatr Laboratorium 13 Rzędów. Najbliższym współpracownikiem reżysera w okresie „teatru przedstawień” był Ludwik Flaszen, kierownik literacki opolskiego teatru. Pierwszą premierą nowego teatru był Orfeusz Cocteau (1959). W Opolu Grotowski wystawił takie przedstawienia, jak Siakuntala według Kalidasy (1960), Dziady Mickiewicza (1961), Kordian Słowackiego (1962), Akropolis Wyspiańskiego (ze scenografią i kostiumami Józefa Szajny, 1962) oraz Tragiczne dzieje Doktora Fausta Marlowe’a (1963).
W 1965 doceniany przez krytykę teatr przeniósł się do Wrocławia i skrócił nazwę do Teatr Laboratorium. W tym czasie Grotowski jest już całkowicie skupiony na pracy z aktorem, formułuje ideę aktu całkowitego i de facto przekształca teatr w laboratoryjny ośrodek badania metody aktorskiej. W 1965 publikuje jeden z najważniejszych manifestów teatralnych XX wieku – Ku teatrowi ubogiemu. Gdyby odrzucić w teatrze wszystko to, co nie jest niezbędne do jego istnienia, pozostanie w nim aktor i widz. W ten sposób dochodzimy do teatru ubogiego, który w przeciwieństwie do teatru bogatego nie będzie kolażem dziedzin artystycznych, takich jak plastyka, muzyka, literatura, malarstwo itp., wśród których człowiek jest zaledwie jednym z elementów inscenizacji, ale będzie stanowić integralną całość, w której wszystko skupia się na aktorze.
W drodze eliminacji, w kolejnych przedstawieniach, Grotowski stopniowo pozbywał się zbędnych elementów przedstawienia. Punktem wyjścia była pusta sala, przestrzeń teatralna pozbawiona tradycyjnego podziału na scenę i widownię – te projektowano na potrzeby danego przedstawienia. Teatr Grotowskiego był eksperymentalną sceną, w której badano relacje zachodzące między sceną a widownią, dlatego też pracom scenograficznym i architektonicznym Jerzego Gurawskiego, wieloletniego współpracownika Grotowskiego, przyświecał cel zjednoczenia tych dwóch biegunów, wykreowania takiej przestrzeni scenicznej, która zagarniałaby widzów, czyniąc z nich aktywnych uczestników przedstawienia.
Równolegle z eksperymentami dotyczącymi rozwiązań przestrzennych w teatrze, rozwijała się idea „aktu całkowitego” – takiego rodzaju procesu twórczego, w którym aktor ogołocony, odwołując się do mitów i archetypów, jednoczy to, co zbiorowe z tym, co indywidualne. W procesie twórczym odsłania więc tę warstwę ludzkiej natury, która w codziennym życiu pozostaje ukryta. Aktor w akcie całkowitym ogałaca się, docierając do najgłębszych pokładów psychiki.
Za realizację tych idei uznano rolę Don Fernanda Ryszarda Cieślaka w Księciu Niezłomnym Calderona/Słowackiego (1965). Cieślak nazwany przez Grotowskiego Księciem Zawodu przeszedł do historii światowego teatru jako czyniący akt całkowity.
Ostatnim, a zarazem najważniejszym przedstawieniem wyreżyserowanym przez Grotowskiego była Apocalypsis cum figuris (1969 I wersja, 1971 II wersja, 1973 III wersja). Kontrowersyjny spektakl Teatru Laboratorium opowiadający o powrocie Chrystusa, który zostaje przez ludzi brutalnie odrzucony (Ryszard Cieślak w roli Ciemnego) dość późno, bo dopiero w drugiej połowie lat 70. XX wieku wywołał reakcję zbulwersowanego Kościoła. W 1976 roku w imieniu Episkopatu biskup Bronisław Dąbrowski domagał się zdjęcia spektaklu z afisza, zaś kardynał Stefan Wyszyński w słynnej homilii w krakowskim kościele na Skałce nazwał przedstawienie Grotowskiego prawdziwym świństwem. Krytyk teatralny Konstanty Puzyna opisuje Apocalypsis jako próbę zmierzenia się z mitem Chrystusa, transgresję dokonaną za pomocą dialektyki prowokacji i bluźnierstwa z jednej, a fascynacji i tęsknoty z drugiej strony.
Apocalypsis uznaje się za pełną realizację idei teatru ubogiego. Poprzez organizację przestrzeni teatralnej – ustawienie drewnianych ław wokół przestrzeni scenicznej, z aktorami na wyciągnięcie ręki, widzowie otrzymali rolę uczestników tej swoistej mszy, w której aktorzy w akcie całkowitym ofiarowują siebie. Grotowski skupiony na aktorze, stopniowo zaczął rezygnować z aktywnego uczestnictwa widza; z czasem zamienił go w biernego, choć bliskiego obserwatora, świadka wydarzeń. Apocalypsis było zapowiedzią porzucenia przez Grotowskiego teatru.
Ostatnim przedstawieniem Teatru Laboratorium, już bez udziału Grotowskiego, a w reżyserii samego Cieślaka był Thanatos polski (1981). Teatr rozwiązał się w 1984 roku, a w 1990 w jego dawnej siedzibie otwarto Ośrodek Badań Twórczości Jerzego Grotowskiego i Poszukiwań Teatralno-Kulturowych. Placówka po dziś dzień zajmuje się dokumentacją działalności artystycznej Grotowskiego i Teatru Laboratorium, badaniem jego twórczości i recepcji. Ośrodek organizuje wiele spotkań, konferencji, warsztatów teatralnych, pokazów, w które zaangażowani są dawni współpracownicy Grotowskiego, jego uczniowie, egzegeci i naśladowcy z całego świata. 29 grudnia 2006 roku Ośrodek został przekształcony w Instytut im. Jerzego Grotowskiego.

## Parateatr
W tym samym czasie, kiedy powstawały kolejne wersje Apocalypsis cum figuris, Grotowski i jego współpracownicy byli już głęboko zaangażowani w prace warsztatowe prowadzone pod nazwą Parateatr (1969-1978), realizujące sformułowaną w latach 70. ideę kultury czynnej, kultury aktywnego uczestnictwa. To, co tak trudno było osiągnąć w teatrze – rzeczywiste zaangażowanie widza w proces twórczy aktora, miało zostać zrealizowane w działaniach treningowo-performatywnych.
Grotowski porzucił teatr na rzecz badań, które należy umieścić na pograniczu takich dziedzin jak antropologia, psychologia, religioznawstwo czy teatrologia. Warsztaty, na które zjeżdżali się goście z całej Polski, z czasem również z zagranicy, stanowiły dla uczestników swoistą formę psychoterapii, pozostając jednocześnie przedsięwzięciami artystycznymi. Najważniejszą kwestią była komunikacja międzyludzka, rzeczywisty, szczery kontakt, jaki jest możliwy tylko dzięki pracy z ciałem.
Prace prowadzono głównie w Brzezince koło Oleśnicy. Od 1973 roku Grotowski wraz ze swoimi współpracownikami prowadził również warsztaty za granicą (m.in. Stany Zjednoczone, Francja, Włochy). W tym czasie zrealizowano m.in. Special Project (1973) i Przedsięwzięcie Góra (1977).

## Teatr Źródeł
Kolejnym etapem działalności artystycznej Grotowskiego był Teatr Źródeł (1976–1982) – projekt angażujący przedstawicieli tradycyjnych sztuk widowiskowych z całego świata. Grotowski był organizatorem wielu międzynarodowych wypraw terenowych, m.in. na Białostocczyznę, do Meksyku, Indii, na Haiti. Ich uczestnicy badali archaiczne techniki rytualne i dramatyczne, wśród których poszukiwali tzw. technik źródłowych.

## Dramat Obiektywny
Stan wojenny zastał Grotowskiego we Włoszech. Z powodów politycznych (w zamian za przedłużenie paszportu jego nazwisko miało firmować imprezę kulturalną zbojkotowaną przez całe środowisko artystyczne) postanowił nie wracać do kraju i wyjechał do Stanów Zjednoczonych.
W 1982 roku poprowadził warsztaty na Columbia University w Nowym Jorku, rozpoczynając zarazem nowy etap swojej twórczości, Dramat Obiektywny (1982-1985) realizowany przede wszystkim w Drama School of Fine Arts na Uniwersytecie Kalifornijskim w Irvine, gdzie mieszkał od 1983 roku. Praca w ramach Dramatu Obiektywnego polegała na odnalezieniu w udramatyzowanych technikach rytualnych elementów obiektywnych, uniwersalnych.

## Sztuki Rytualne

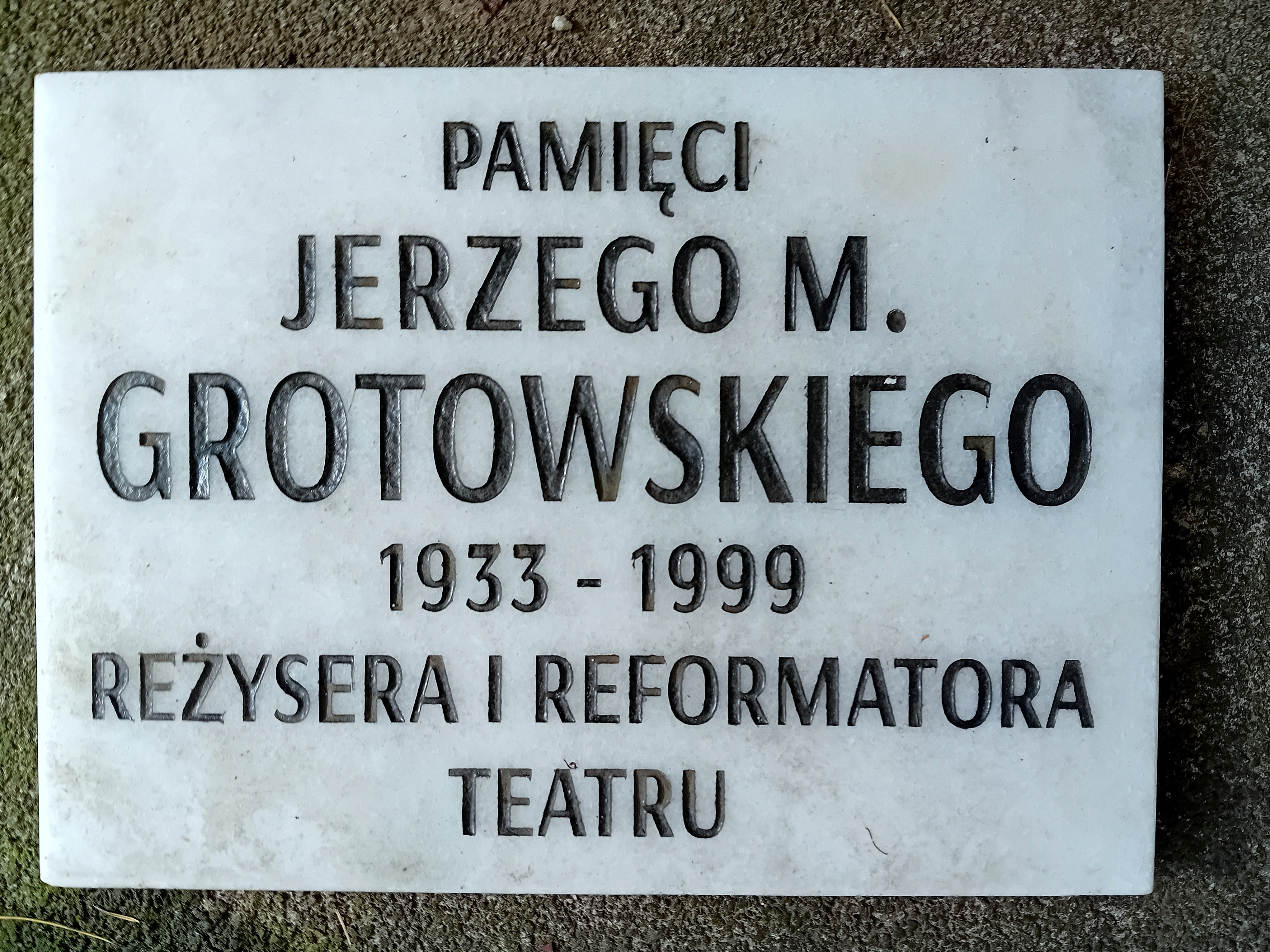
Tabliczka na grobowcu Grotowskich na Cmentarzu Rakowickim w Krakowie

W 1985 roku Grotowski przeniósł się do Pontedery we Włoszech, gdzie w 1986 roku założył Workcenter of Jerzy Grotowski – Centro di Lavoro di Jerzy Grotowski, z czasem przekształcone w Workcenter of Jerzy Grotowski and Thomas Richards. W zaciszu toskańskiej wsi Grotowski wraz ze starannie wyselekcjonowanymi stażystami z całego świata prowadził prace nad Sztukami Rytualnymi, które po dziś dzień są kontynuowane przez jego spadkobierców: Thomasa Richardsa i Mario Biaginiego. Ostatni etap twórczości Grotowskiego określa się również mianem Sztuki jako wehikułu – jest to termin wprowadzony przez Petera Brooka, świetnie charakteryzujący twórczość Grotowskiego, który przecież przez całe życie pragnął tworzyć sztukę, będącą wehikułem przenoszącym swoich uczestników w inny wymiar rzeczywistości. Praca oparta na rytualnych technikach źródłowych, wśród których haitański taniec janwalu i afrokaraibskie pieśni wibracyjne (ich nauczycielką w Workcenter była Maud Robart, wieloletnia współpracowniczka Grotowskiego) okazały się dla Grotowskiego i jego zespołu najistotniejsze, skupiała się na „procesie organicznym” działającego.
W ostatniej fazie działalności Grotowskiego powstało tak ważne dzieło jak Akcja. I choć rzeczywistym jej twórcą, a zarazem głównym wykonawcą jest Thomas Richards jest ona realizacją koncepcji Grotowskiego (ważnej w ostatnim okresie idei Performera, partytury scenicznej, procesu organicznego, ciało-esencji, ciało-pamięci itp.). Akcja nie jest nazywana przedstawieniem. Opus performatywne, jak wolał o niej mówić Grotowski, nigdy bowiem nie było przeznaczone do wystawienia na scenie. Sztuka jako wehikuł, której rzeczywistym odbiorcą jest sam działający nie potrzebuje widza. Dopiero po kilku latach, początkowo tylko w obrębie środowiska zaprzyjaźnionych zespołów teatralnych, z czasem włączając coraz szersze grona uczestników-świadków, zaczęto prezentować Akcję. W 1989 powstał film dokumentujący jedną z początkowych wersji opus, Downstairs Action (reż. Mercedes Gregory). Zapis Akcji mógł być jednak prezentowany wyłącznie w obecności Grotowskiego lub jego najbliższego współpracownika i ucznia Thomasa Richardsa.
Pod koniec życia Grotowski przyjął rolę nauczyciela, który sprawuje duchową opiekę nad swoimi uczniami. Wykładał na wielu uczelniach całego świata, otrzymał kilka tytułów profesora honoris causa, w tym odznaczenie Uniwersytetu Wrocławskiego. W 1997 roku został profesorem w specjalnie dla niego otwartej katedrze Antropologii Teatralnej w Collège de France. Zmarł w swoim mieszkaniu w Pontederze, po długiej i ciężkiej chorobie.
Rok 2009 został przez UNESCO ogłoszony rokiem Jerzego Grotowskiego. W 2009 roku przypadła 10. rocznica śmierci twórcy Teatru Laboratorium i 50. rocznica powstania Teatru 13 Rzędów.
W roku 1983 aktorka Teatru Laboratorium i była asystentka Grotowskiego, Teresa Nawrot, założyła w Berlinie Zachodnim Studium Teatralne, działające do roku 1995 pod nazwą „Nawrot-Reduta”, a później pod nazwą „Reduta Berlin”, w którym propaguje metodę twórczą Grotowskiego.

## Odznaczenia, wyróżnienia i nagrody

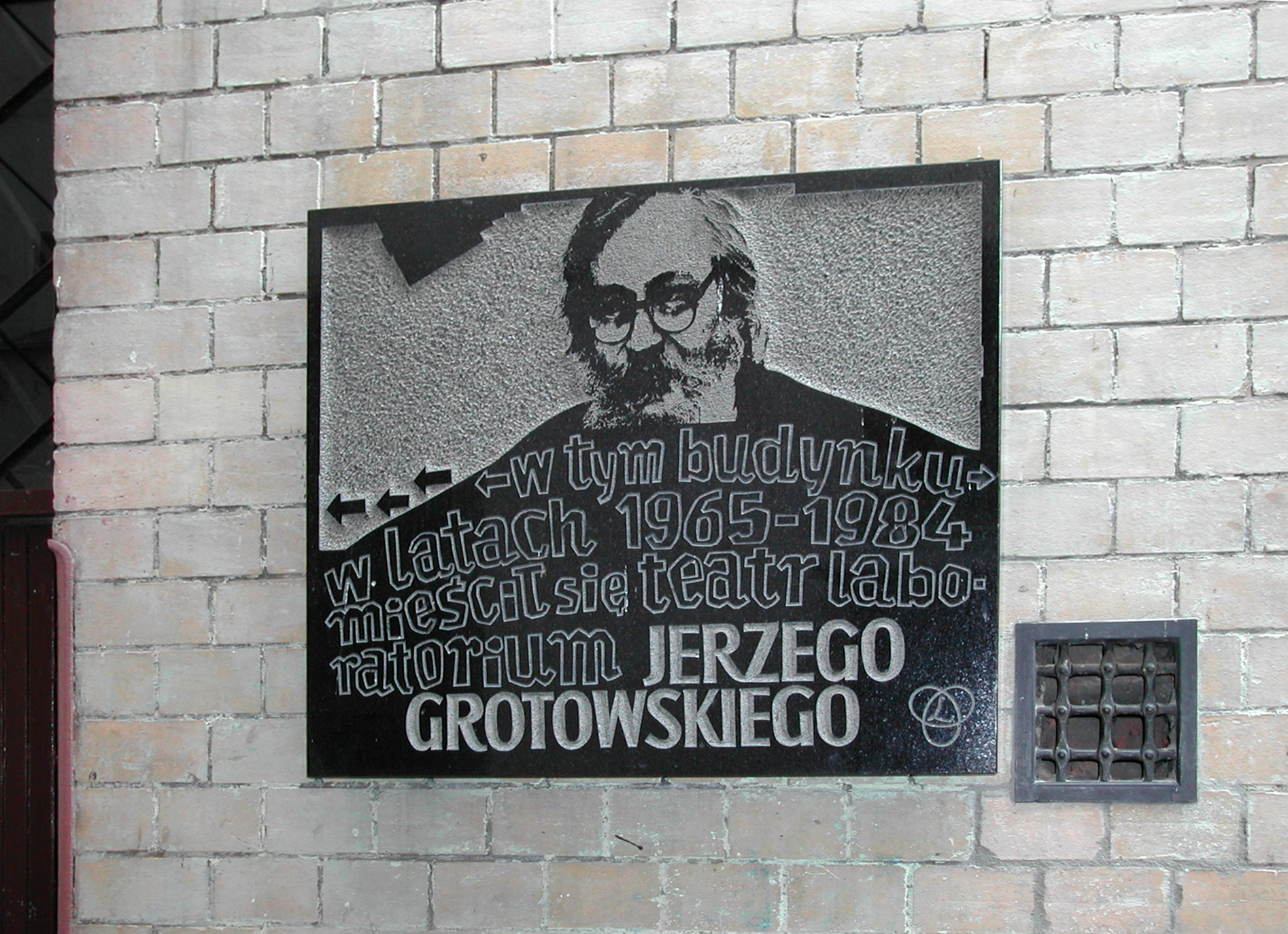
Tablica upamiętniająca Jerzego Grotowskiego, znajdująca się przed wejściem do siedziby Instytutu im. Jerzego Grotowskiego w Przejściu Żelaźniczym we Wrocławiu

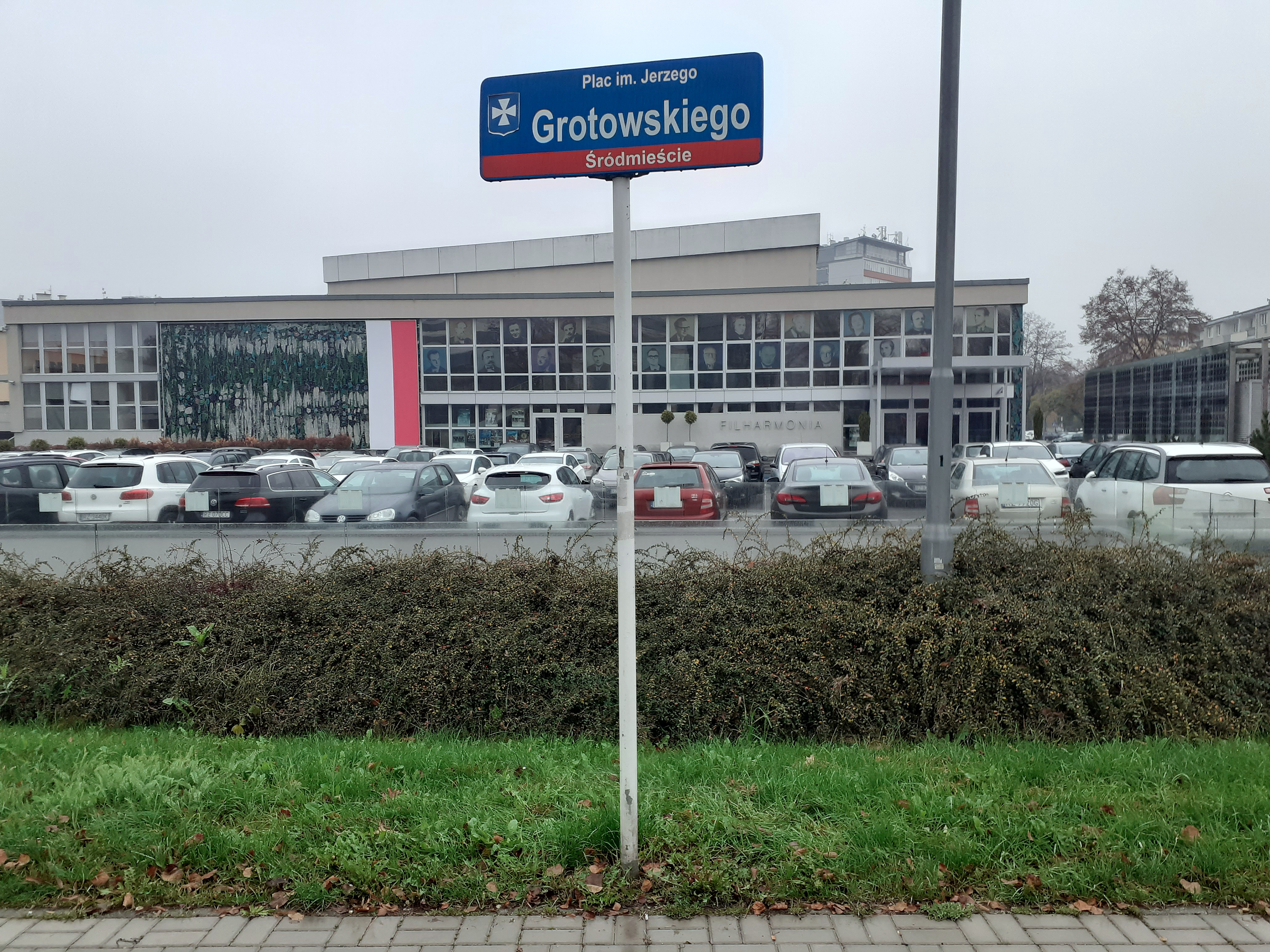
Plac im. Jerzego Grotowskiego w Rzeszowie. W tle Filharmonia Podkarpacka

- 1971 – mianowany profesorem zwyczajnym École Supérieure d’Art Dramatique w Marsylii
- 1972 – Nagroda Państwowa I stopnia w zakresie sztuki za „działalność twórczą w Teatrze Laboratorium na polu inscenizacji i badań nad sztuką aktorską”; Dyplom Zasługi przyznawany przez Muzeum Narodowe USA „za wybitny wkład w rozwój teatru światowego”
- 1973 – utworzenie Amerykańskiego Instytutu Badań i Studiów nad Dziełem, którego główne zadanie polegało na upowszechnianiu w USA artystycznych odkryć i idei Grotowskiego; Doctor honoris causa Uniwersytetu w Pittsburgu
- 1974 w związku z jubileuszem Polski Ludowej odznaczony Krzyżem Kawalerskim Orderu Odrodzenia Polski[14]
- 1975 – laureat Nagrody Miasta Wrocławia za „działalność twórczą w dziedzinie teatru”
- 1985 – doctor honoris causa Uniwersytetu DePaul w Chicago[15]
- 1991 – doctor honoris causa Uniwersytetu Wrocławskiego
- 1996 – laureat Nagrody im. Konrada Swinarskiego, przyznawanej przez redakcję „miesięcznika „Teatr” – nagroda przyznana z okazji pięćdziesięciolecia miesięcznika za całokształt dokonań
- 1997 – profesor Collège de France
- MacArthur Prize

1998 – Honorowe obywatelstwo Wrocławia
Jerzy Grotowski został odznaczony Krzyżem Kawalerskim i Oficerskim Orderu Odrodzenia Polski i Złotym Krzyżem Zasługi.